# DNAJC19
DNAJC19 (англ. DnaJ heat shock protein family (Hsp40) member C19) – білок, який кодується однойменним геном, розташованим у людей на короткому плечі 3-ї хромосоми.  Довжина поліпептидного ланцюга білка становить 116 амінокислот, а молекулярна маса — 12 499.
| 10         |  | 20         |  | 30         |  | 40         |  | 50         |
| ---------- |  | ---------- |  | ---------- |  | ---------- |  | ---------- |
| MASTVVAVGL |  | TIAAAGFAGR |  | YVLQAMKHME |  | PQVKQVFQSL |  | PKSAFSGGYY |
| RGGFEPKMTK |  | REAALILGVS |  | PTANKGKIRD |  | AHRRIMLLNH |  | PDKGGSPYIA |
| AKINEAKDLL |  | EGQAKK     |  |            |  |            |  |            |

A: Аланін

D: Аспарагінова кислота

E: Глутамінова кислота

F: Фенілаланін

G: Гліцин

H: Гістидин

I: Ізолейцин

K: Лізин

L: Лейцин

M: Метіонін

N: Аспарагін

P: Пролін

Q: Глутамін

R: Аргінін

S: Серин

T: Треонін

V: Валін

Кодований геном білок за функціями належить до шаперонів, фосфопротеїнів. 
Задіяний у таких біологічних процесах як транспорт, транспорт білків, транслокація, ацетиляція, альтернативний сплайсинг. 
Локалізований у мембрані, мітохондрії, внутрішній мембрані мітохондрії.